# 井仁の棚田
井仁の棚田（いにのたなだ）は、広島県山県郡安芸太田町中筒賀井仁にある棚田。井は丸い、仁は集落を意味していると伝えられている。
「日本の棚田百選」。2000年「広島県環境づくり大賞」受賞。2015年CNN「Japan's 31 most beautiful places（日本の美しい風景31選）」選定。

## 歴史

### 棚田の形成
太田川上流域に位置するこの地の歴史は、戦国時代以前の資料がほとんどないためこの棚田形成について推定による部分が多い。
『芸藩通志』に断片的に書かれていることによると、平安時代末期、山県郡の筒賀は殿賀・戸河内・安野・加計・都谷とともに「大田郷（大田荘）」と呼ばれた厳島神社荘園で、地頭として栗栖氏が支配していた。このことから、この地で開墾が始まったのは平安時代末期から鎌倉時代にかけてと推定されている。そして井仁に集落が形成されたのは室町時代前期と推定されている。

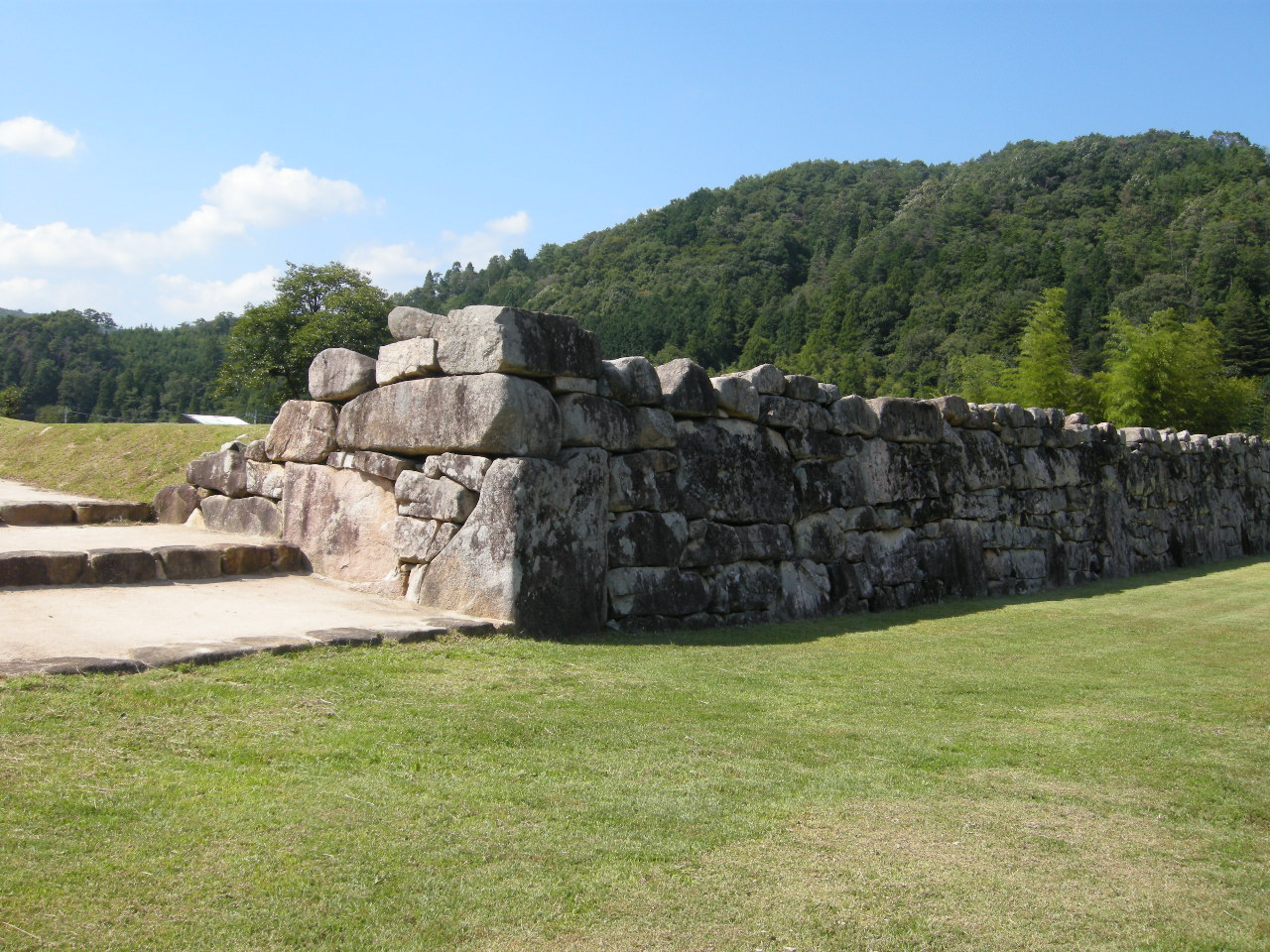
北広島町にある吉川元春館石垣

一般に石垣の歴史は戦国時代以降の築城の歴史と重なるため、この棚田の石積の最古のものは戦国時代ごろに形成されたものと推定されている。特に戦国時代末期から安土桃山時代にかけてこの地を支配した吉川氏は文禄・慶長の役において築城人足として支配下の住民を多く動員したことから、そこで習得した石積技術を持ち帰った人達によってこの棚田が形成されたものと考えられている。現在井仁の棚田を紹介している資料では約500年前に作られたとしている。
広島藩検地帳である『地詰帳』によると、1638年（寛永15年）時点での井仁の耕地は現在のものとほぼ同じ大きさであることから、この時期にはすでに現在の棚田の姿が完成していたことになる。

### 保全活動
以下、近代以降の歴史を列挙する。
- 1889年（明治22年） : 村制施行により筒賀村に
- 1901年（明治37年） : 井仁戸数64戸[1][9]
- 1921年（大正10年） : 大火、12戸焼失[1]
- 1928年（昭和3年） : 大花田植開催、牛18頭・早乙女47人・田太鼓13人・その他12人参加[1]
- 1940年（昭和15年） : 延長約5kmの用水路完成[1][9]
- 1970年（昭和45年） : 井仁戸数38戸人口139人[10]
- 1998年（平成10年） : 筒賀村は棚田の保全・地域活性化を提案
- 1999年（平成11年）
  - 第1回棚田祭り（現在の井仁棚田体験会）を開催[1]
  - 日本の棚田百選に選定[1]
  - 全周約4kmのイノシシ防護柵完成[1]
- 2000年（平成12年）
  - 井仁戸数30戸人口70人[10]
  - 広島県環境づくり大賞受賞[1]
- 2004年（平成16年） : 町村合併により安芸太田町に
- 2005年（平成17年） : 井仁棚田体験会に改名、田植えと収穫の2つのイベントに変更[9]
- 2010年（平成22年） : 井仁戸数27戸人口67人[1]
- 2013年（平成25年） : 休校中の旧井仁小学校を井仁棚田交流館として再利用開始[1]

かつて農地面積は20haあった。1960年代から始まった中山間部の過疎化と減反政策による1970年代ごろからの耕作放棄により離農が進んだ。1990年代に入り地元住民の間で棚田存続に向け動き出した。ちょうどこの頃、棚田の食料生産や地すべり防止などの多機能的あるいは景観など文化的な面で再評価される動きが全国的にみられるようになった。
1997年筒賀村は棚田を活かした地域活性化を提案する。「桃源の里井仁」をキャッチフレーズに住民・自治体が協力して保全活動を展開した。この活動の大きな特徴は広島都市圏へアピールし「都市農村交流」を展開したことである。中山間部の一集落に過ぎなかったこの地は、中国自動車道・広島自動車道と広域交通網が整備されたことにより広島市中心部から1時間弱と比較的気軽に立ち寄れるようになったことを活かして、広島都市圏の住民との交流を積極的に図り昔ながらの伝統農法の体験・学習の場として開放した。棚田祭り、現在の井仁棚田体験会が始まったころである1999年に広島県で唯一「日本の棚田百選」に選ばれたことにより、メディア露出が増えることになりこの活動がうまく軌道に乗ることになる。広島市のみならず県内各地から見学あるいは保全活動に参加が増え、井仁棚田体験会では2015年現在で100人前後が参加し、更にUターン・Iターンで定住している家族もいる。こうしたことからここでは棚田オーナー制度を採用していない。
2015年CNN「Japan's 31 most beautiful places」には広島県内では厳島神社とともに選定されている。

## 棚田

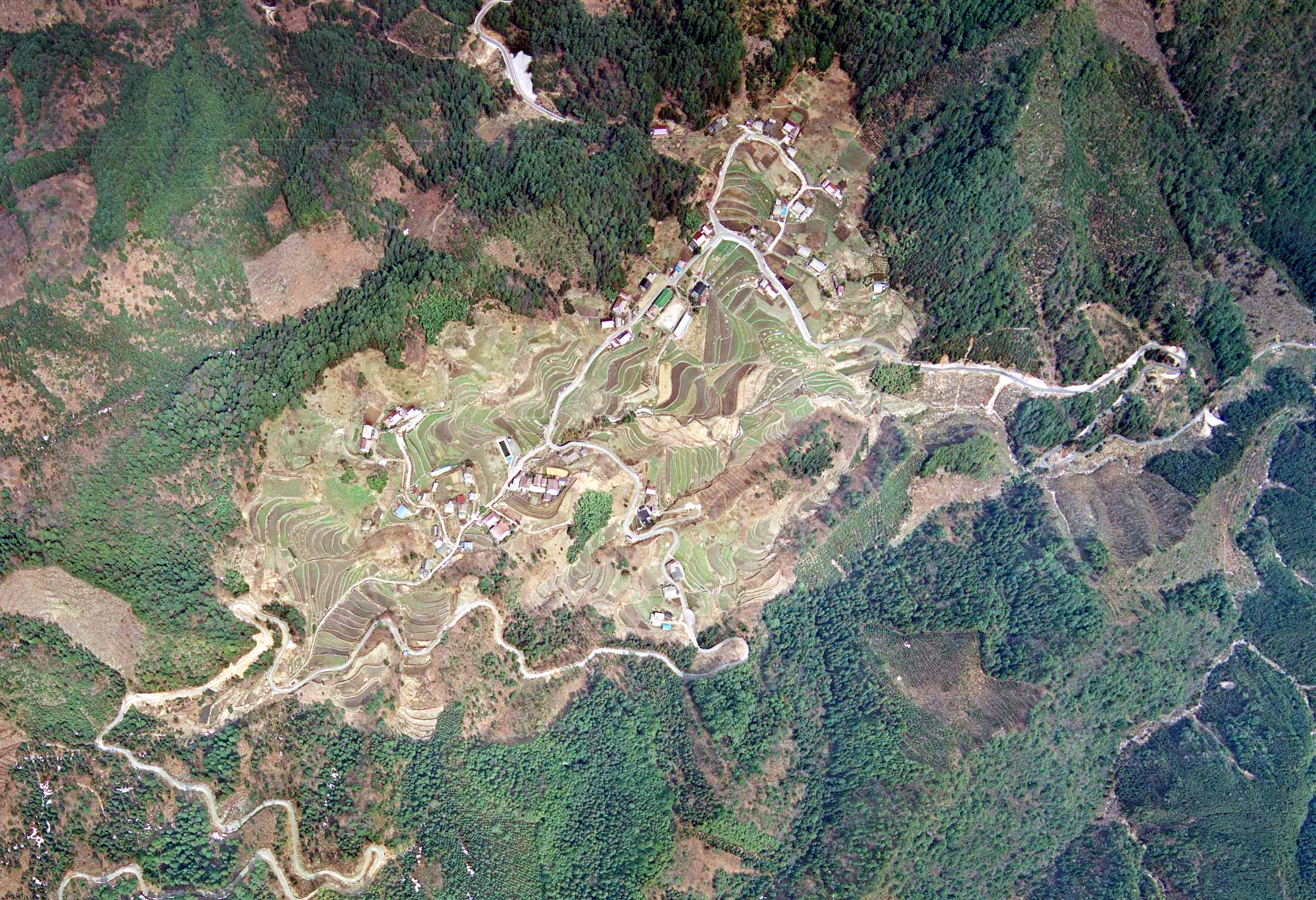
1974年

太田川水系田ノ尻川上流に位置し、標高は500mから550m、その周りを標高400mから1,110mの急峻な山で囲まれているすり鉢状の盆地の中にある。
平均勾配は1/6。農地面積12.7ha、そのうち棚田が7.9ha324枚になる。
すり鉢状であるため高いところへ水を運ぶため、「添水」と呼ばれる水車がある。
石垣の材質は花崗岩で、ほぼ垂直に積まれている。ほとんどが谷積で、一部に高さ1.5mほどの野面布積が残っている。この野面布積が中世初期の典型的な石積工法であるため、この棚田が戦国時代から作られ始めたと推定されている。最大のもので4m近い高さになり、所々に「渡り石」と呼ばれる石垣から少し飛び出た足場が設けられている。それに加え、所々に「横穴」あるいは「蛇口」と呼ばれる通水用の穴が開いている。
現代に入り集落全体を延長約4kmのイノシシ防護柵が設けられた。
見学用の展望台やトイレ・駐車場も整備されている。

## ギャラリー

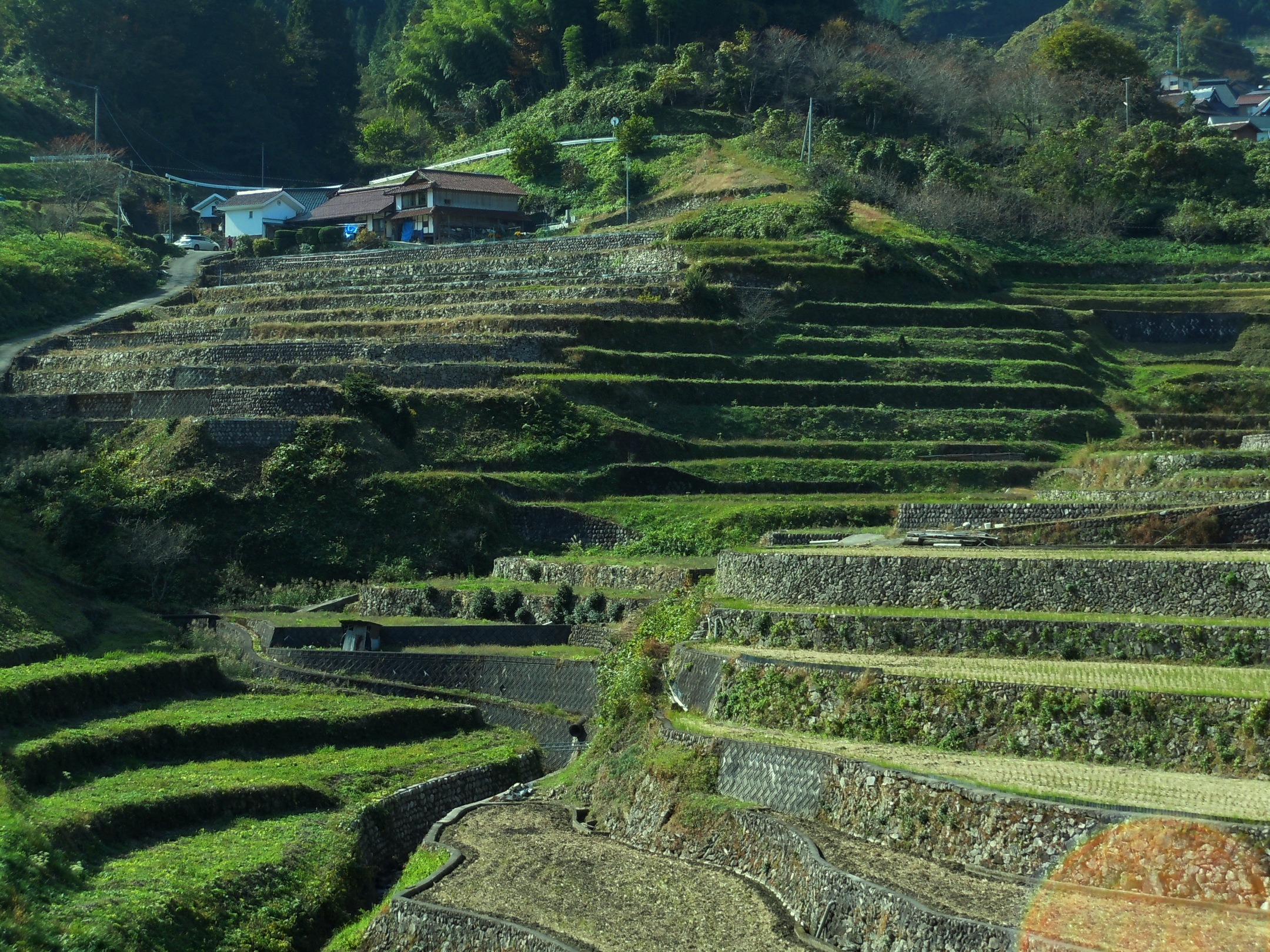
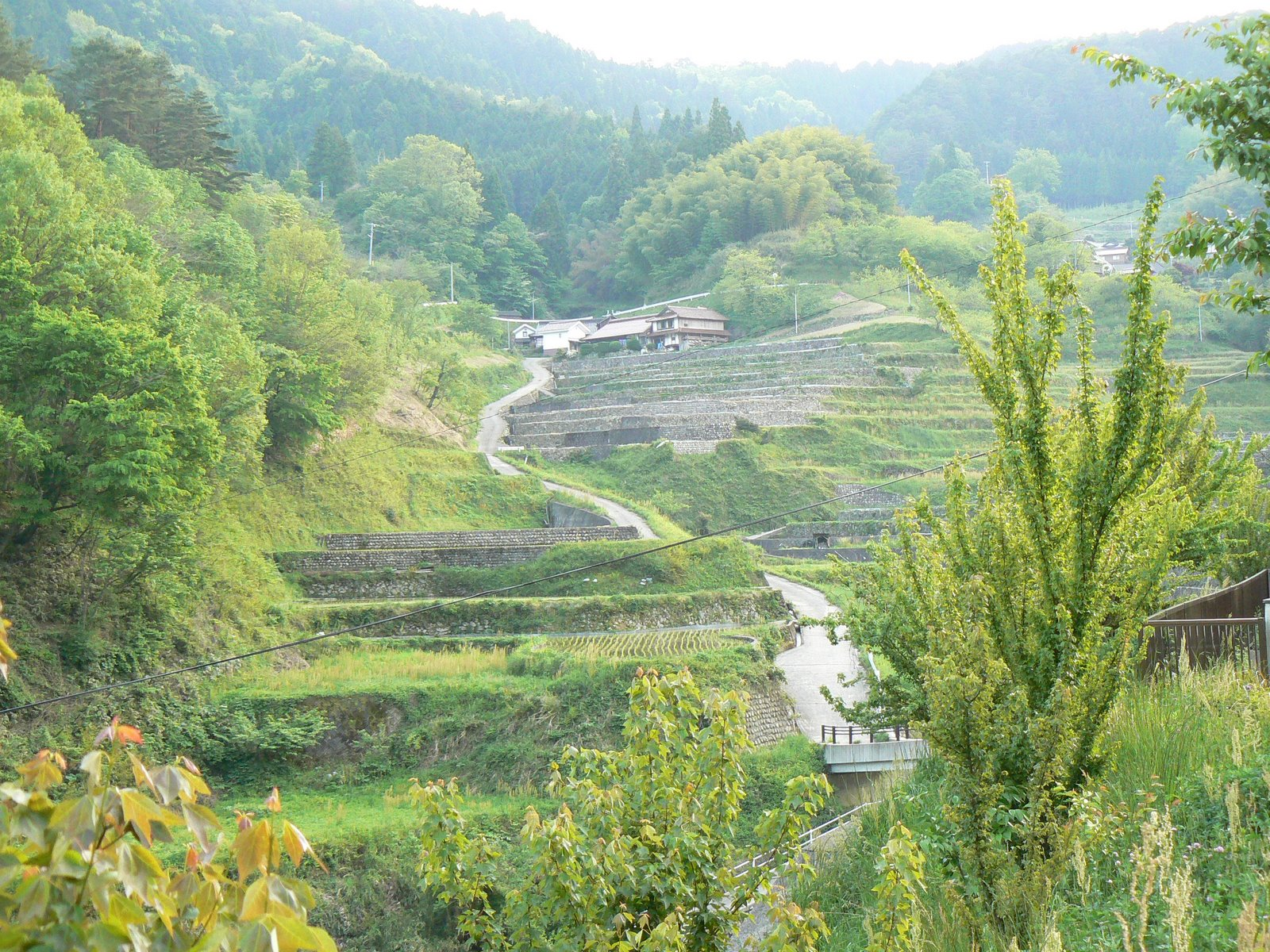
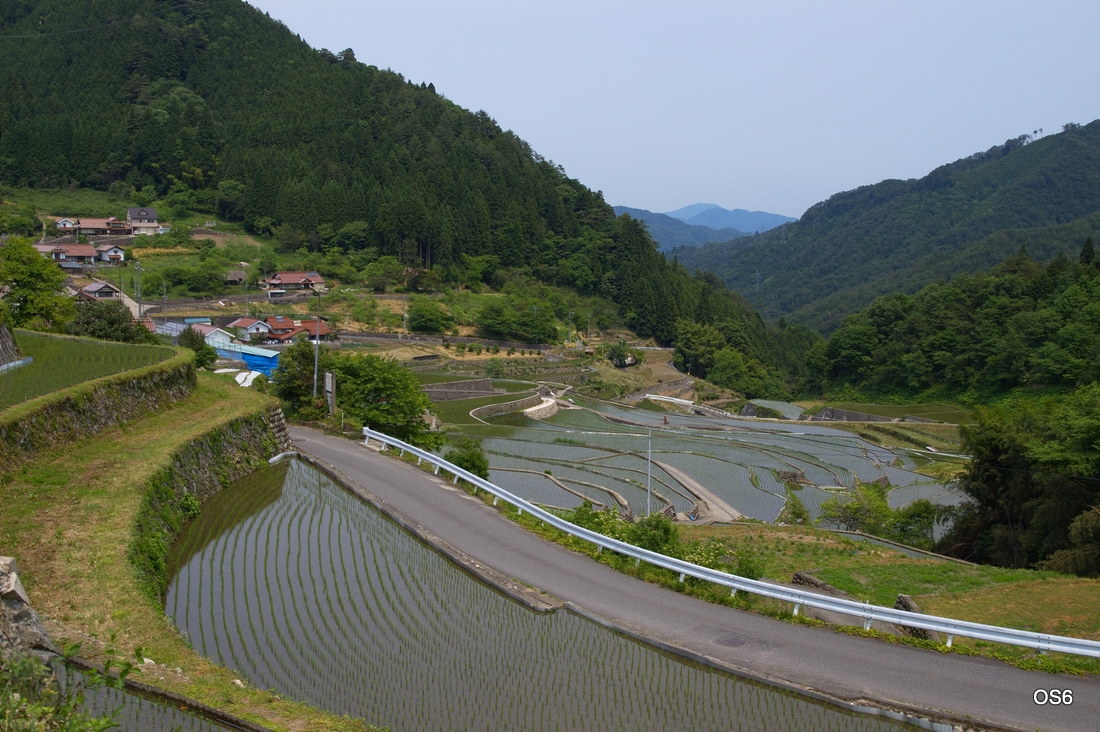

## イベント
- 毎年6月 : 棚田田植え体験
- 毎年10月 : 棚田稲刈り体験

## 交通
- 車
  - 戸河内ICあるいは加計SICから車で約10分
  - 途中「井仁トンネル」は高さ制限3mであるため注意
  - 駐車場あり

- バス
  - 広電バス三段峡線、「戸河内ICバスセンター」下車、タクシーで約10分

## 参考資料
- 榎本隆明「棚田保全における棚田オーナー制度導入の条件 : 西中国山地の導入地区と非導入地区の比較から」（PDF）『日本研究』第25号、日本研究研究会、2012年3月31日、1-26頁、ISSN 0911-3401、2016年11月19日閲覧。